# 幻魔大战
《幻魔大戰》（日語：幻魔大戦（げんまたいせん））最初為科幻作家平井和正和漫画家石森章太郎於1967年合作，在講談社《週刊少年Magazine》所連載的漫画作品，《幻魔大戰系列》的首作。後來在講談社漫畫版遭腰斬後，平井與石森兩人各自以小說與漫畫的形式開始自行創作相關作品，並成為平井和正科幻小說作品的代表作之一。
1983年曾以講談社漫畫版與平井的小說版為藍本，改編為動畫電影上映，且為角川春樹事務所（當時）的動畫創業作，由林太郎執導，也是漫畫家大友克洋（擔任人物設定與部分原畫）首度參與動畫製作的作品。

## 介绍
「幻魔」在银河系四处张牙舞爪，宇宙意识体佛洛伊为保卫地球，从世界各地召集以露娜公主為首的超能力战士以打倒幻魔。

## 関連項目
- S.I.C.#衍生商品（日语：S.I.C.#派生商品）
- 幻魔大戰系列用語一覽（日语：幻魔大戦シリーズの用語一覧）